# Сброцола (Анкона)
Сброцола (итал. Sbrozzola) насеље је у Италији у округу Анкона, региону Марке.
Према процени из 2011. у насељу је живело 27 становника. Насеље се налази на надморској висини од 23 м.